# Kniphofia sumarae
Kniphofia sumarae là một loài thực vật có hoa trong họ Thích diệp thụ. Loài này được Deflers miêu tả khoa học đầu tiên năm 1889.